# César (football, 1992)
Pour les articles homonymes, voir César.
César Henrique Martins, plus communément appelé César, est un footballeur brésilien né le 28 décembre 1992 à Mairinque. Il évolue au poste de défenseur central.

## Biographie
Il remporte le Championnat du Portugal en 2015 avec le Benfica Lisbonne. Il remporte également la Coupe de la Ligue portugaise en 2015,.
Au sein des compétitions continentales européennes, il dispute deux matchs en Ligue des champions lors de son passage à Benfica.

## Palmarès
Avec Ponte Preta :
- Finaliste de la Copa Sudamericana en 2013

Avec le Benfica Lisbonne :
- Champion du Portugal en 2015
- Vainqueur de la Coupe de la Ligue portugaise en 2015
- Vainqueur de la Supercoupe du Portugal en 2014